# 松平信望
松平 信望 （まつだいら のぶもち、延宝2年（1674年） - 宝暦7年9月4日（1757年10月16日））は、江戸幕府中期の旗本。通称は玄蕃（げんば）、登之助（のぼりのすけ）。官位は従五位下、駿河守。養子に松平信晴。

## 生涯
大身旗本松平信定の四男として誕生した。元禄9年（1696年）8月13日、はじめて将軍徳川綱吉に拝謁する。元禄10年（1697年）12月5日に父の隠居により常陸国新治郡5000石の家督を相続し、小普請旗本に列した。元禄11年（1698年）3月、遠江国山名郡・城東郡・豊田郡・周智郡に所領を移された。元禄12年（1699年）8月2日、小姓並みとなり、元禄13年（1700年）1月11日、正式に小姓となった。11月21日、綱吉の易経の講義に招かれて聞かされる。元禄15年（1702年）12月3日、従五位下・駿河守に叙任した。
宝永6年（1709年）に綱吉が死去して徳川家宣・新井白石らが実権を握ると、小姓を解任されて寄合に列した。正徳3年（1713年）8月21日、定火消役としてお役目に復帰する。享保2年（1717年）8月15日、御書院番頭に転じた。享保7年（1722年）2月7日、大番頭に就任した。享保9年（1724年）11月15日、将軍徳川吉宗の嫡男の徳川家重の側近となり、二の丸に入り、さらに享保10年（1725年）6月19日、家重に従って西の丸に移った。享保13年（1728年）4月に徳川吉宗が日光山へ赴いた際に、家重の使者として信望も日光山へ赴いた。元文元年（1736年）2月28日、病により宿直から外された。
延享2年（1745年）9月25日から本丸勤務にかわったが、寛延元年（1748年）6月20日には高齢を理由に詰番の際にのみ登城するようになった。寛延3年（1750年）12月28日には年齢80が近くなった祝いに衣服に紅裏を着用することが許された。宝暦3年（1753年）10月9日、病を理由に職を辞することを申し出たが、許されなかった。宝暦4年（1754年）4月10日にようやく許しが出て幕府の職を辞した。さらに8月3日に隠居し、宝暦7年（1757年）9月4日に死去。享年84。武蔵国新座郡野火止（現埼玉県新座市野火止）の平林寺に葬られた。法名は玄微。

## 本所屋敷
松平信望は5千石の大身旗本で、将軍徳川綱吉の小姓であった。また、時の次席御側用人の松平輝貞の従弟であり、2人は神田佐久間町1丁目北にあった並びの屋敷に住んでいて懇意であった。また、北隣西側には土屋逵直の屋敷があったが、この土屋家とも縁続きであった。のちに赤穂浪士による討ち入りの場となった吉良義央の本所屋敷となる。
信望の屋敷は元禄11年（1697年）9月まで神田佐久間町1丁目北にあったが、同月の大火（勅額火事）に被災したことから、同年11月に本所御竹蔵跡地に屋敷（土地のみ）を拝領した。このことから、「本所吉良邸は人も住めないようなボロ屋敷」とする過去の通説は史料的に否定された。元禄14年（1701年）8月12日、信望は下谷の町野酒之丞のものだった屋敷を拝領し、本所屋敷から立ち去った。このあとの8月19日、吉良義央が江戸城お膝元の呉服橋からここへ移されてきた。
吉良義央屋敷に変わって、南にあった表門が東に移設されていたことは重要である（大石良雄は東の表門から討入ったため）。47士の1人である大石信清の母方の伯父である太田加兵衛は信望の家臣であり、そのため吉良邸絵図面を手に入れたのは信清ではないかとする説もあるが（寺坂信行の日記に「吉良邸絵図面は内縁をもって入手した」と書かれているため）、刃傷事件直後に堀部一家が松平屋敷の北隣東側にあった本多長員屋敷内、忠見扶衛門宅に仮住まいしていたことは、浅野屋敷からの引越しを手伝った石川道務に宛てた堀部金丸の書簡によって間違いないとされている。また天保の頃、本多屋敷の向かい（御台所町）に住んでいた宮川政運は、『宮川舎漫筆』のなかに忠見扶衛門に宛てた堀部武庸の遺書や槍など遺品を忠見扶衛門の子孫に見せてもらったと記し、そのスケッチまで遺している。これらから、泉岳寺引き上げ前に吉良屋敷絵図や槍などの遺品を堀部武庸が塀越しに投げ込んだとする説が有力とされてきた。しかし、大石神社に現存する「吉良邸絵図面」は堀部ではなく 絵図奉行の経験がある潮田高教が入手したものである。   　　　　　　　　　　　　　　　　　　　　　　　　　　　　　　　　　　　　　　　　　　 　　　　　　　　　　　　　　　　　　　　　　　　　　　　 
なお、かつては吉良義央の本所屋敷の前主は近藤登之助とされていた。吉良邸の前主が近藤登之助であったと、町方からの報告によって作成された『文政町方書上』や『御府内備考』にも書かれているが、当時の本所松坂町の住人からの報告によるもので、間違いである。近藤登之助説は、江戸学の始祖といわれる三田村鳶魚が『横から見た赤穂義士』（1930年刊）から広まったもので、昭和2年（1927年）に発見された「本所松坂町兼春稲荷」に関する古文書に書かれたことからの誤りによる（通称も誤りで、登助）。それ以前に三田村は『日本及日本人』（1910年1月発行）に、「吉良上野介の引越し先は松平登之助の上ヶ屋敷」と書いていた（出典は『湯浅日記』）。『横から見た赤穂義士』の影響から舟橋聖一の小説『新・忠臣蔵』では、吉良義央の引越し先を「近藤（松平）登之助の上ゲ屋敷」と書いている。三田村は、半世紀前の鉄砲百人組の組頭、近藤貞用（登助）を想定したと考えられるが、近藤貞用は松平の姓を賜っておらず、松平姓を持った他の近藤登助（登之助）という人物も存在しない。これらは、平成11年（1999年）6月刊行の『月刊TOWNNET』誌連載『忠臣蔵で江戸を探る脳を探る』（其十八・百楽天著）で詳細にわたって検証され、前述の『新・忠臣蔵』を原作としたNHK大河ドラマ『元禄繚乱』（1999年）では松平登之助信望に訂正された。